# Don Lamond
Don Lamond, (Oklahoma City, 1920. augusztus 18. – Orlando, 2003. december 23.) amerikai dzsesszdobos.

## Pályafutása
Lamond Oklahoma Cityben született. Az 1940-es évek elején a baltimore-i Peabody Conservatory-ban tanult. Pályafutása elején Sonny Dunhammel és Boyd Raeburnnel játszott. 1944-ben bariton szaxofonon  játszott és dobolt Charlie Parker „The Complete Savoy and Dial Studio Recordings 1944-1948” című lemezén. 1945-ben átvette Dave Tough helyét Woody Herman nagyzenekarában, ahol a big band feloszlásáig megmaradt.
1947-ben rövid ideig szabadúszóként dolgozott különféle zenészekkel, köztük Charlie Parkerrel, majd visszatért Herman vezetésére a második zenekarába, ahol egészen az 1949-es feloszlatásáig maradt.
Az 1950-es és 1960-as években Lamond session zenészként talált munkát, és sokféle stílusban készített felvételeket. Stan Getz-el, Zoot Sims-szal, Johnny Smith-szel, Benny Goodmannel, Ruby Braffel, a Sauter-Finegan Orchestra-val, Sonny Stittel, Johnny Guarnierivel, Jack Teagardennel, Quincy Jones-szal, George Russellel, Count Basie-vel, Lee Wiley-vel lépett fel (vele dobolt és gitározott az 1956-os „Boon és Crobbon” című albumon).
Az 1960-as években George Wein's Newport Festival band zenekarával dolgozott. Egy kvartett albumon 1981-ben feleségével, Terry Lamonddal énekelt.
2003-ban a floridai Orlandóban halt meg agydaganat következtében, 83 éves korában.

## Albumok
- Lemezei

## Fordítás
Ez a szócikk részben vagy egészben  a   Don Lamond című angol Wikipédia-szócikk ezen változatának fordításán alapul.  Az eredeti cikk szerkesztőit annak laptörténete sorolja fel. Ez a jelzés csupán a megfogalmazás eredetét és a szerzői jogokat jelzi, nem szolgál a cikkben szereplő információk forrásmegjelöléseként.